# Gondobald
Gondobald - etimològicament guerrer audaç, de gunth, batalla, i bald, audàcia) fou un príncep merovingi, suposat fill de Clotari I, que va regnar a Aquitània del 584 al 585 (menys de tres mesos). Guntram de Borgonya el qualifica de fals príncep o fals merovingi (Ballomer) i diu que el seu pare era moliner o llaner; alguns que era pintor de frescos en temps de Clotari I.
Fou criat a la cort de Khildebert I de París (que no tenia fills) al que fou presentat com a fill de Clotari I, que el va tractar com un nebot i va rebre una acurada educació, i uns atributs de príncep caracteritzats per la portada de cabells llargs conforme a la tradició merovíngia, i l'estudi de la literatura i poesia. Clotari no el va reconèixer i el va fer rapar. Mort Clotari (511) el va succeir a París el seu fill Caribert I, que el va recollir com a germà i li va permetre tornar a portar el cabell llarg, però després el seu germà Sigebert I rei d'Asutràsia, gelós, el va convidar a la seva cort, el va fer rapar i el va fer tancar a Colònia. Es va escapar i va arribar a Itàlia on fou acollit pel general Narses en una data entre 561 i 567. Es va casar, va tenir fills i va entrar a la cort de Tiberi II de Constantinoble.
El duc d'Austràsia, Guntram Bosó, en el curs d'un viatge o una ambaixada a Constantinoble, el va cridar al seu país i li va deixar entendre que com que Khilperic i Guntram no tenien successors i Khildebert era molt jove tenia moltes possibilitats d'accedir al tron, i que a més feia aquest pas en nom dels grans senyors d'Austràsia.
Gondobald, després d'obtenir l'autorització de l'emperador Tiberi II, va sortir de l'Imperi Romà d'Orient amb molts tresors o diners d'origen incert, i va desembarcar a Marsella (582) amb els seus dos fills, nascuts a Grècia, ben disposat a prendre el poder. A Marsella fou acollit pel bisbe Teodor, sota ordes de la noblesa austrasiana i principalment del patrici Mòmol, que li va donar cavalls i escorta per unir-se a aquest patrici, antic general de Guntram de Borgonya, que vivia retirat a Avinyó, ciutat que pertanyia a Khildebert II, i que com a participant en el complot, estava disposat a revoltar-se contra el rei Guntram i prendre el control de la ciutat. Mòmol va rebre a Gondobald a la ciutat i va treballar per engrandir el partit de Gondobald, al que va aconseguir afegir a Desideri de Tolosa, que de moment va mantenir en secret la seva opció. La idea inicial era apoderar-se del regne de Borgonya, i sembla que fins i tot el rei Khildebert II d'Austràsia, aconsellat per senyors austrasians, li va donar un cert suport.
Però Guntram Bosó, ambicionant les riqueses de Gondobald, el va trair. Va empresonar a Teodor i un altre bisbe, Epifani, i es va apoderar d'una part dels tresors de Gondobald que va compartir amb el governador de l'altra part de Marsella (que pertanyia a Guntram) i va anar a amagar a l'Alvèrnia. Al sentir-se abandonat per Guntram Bosó, Gondobald es va retirar d'Avinyó per no comprometre a Mòmol, i es va refugiar a una illa de la mar a l'espera de veure que passava, illa que probablement era una del grup de les illes de Lérins. Guntram Bosó després d'anar a l'Alvèrnia es va dirigir a la cort de Metz per donar compte del seu viatge a Constantinoble, quan fou arrestat per oficials borgonyons i portat a la cort, on Guntram el Sant li va tirar en cara haver portat a Gondebald a la Gàl·lia. Però el duc va desviar la responsabilitat cap a Mòmol i es va oferir, per demostrar la seva innocència, a anar a assetjar a Mòmol a Avinyó i portar-lo a la cort borgonyona de grau o per força i com a garantia va deixar un fill com a ostatge. Una vegada lliure va retornar a l'Alvèrnia, de la que sembla era governador per compte de Khildebert II i va reunir un exèrcit d'arverns i gent del Velai i es va dirigir cap a Avinyó (583). Assabentat el patrici Mòmol d'aquesta iniciativa, el va esperar al Roine, sense passar el qual no es podia arribar a la ciutat, i va fer disposar unes barques amb les plaques tan mal lligades que se separaven al cap de pocs moviments; quan Guntram Bosó va arribar a la riba del Roine va trobar les barques que li van semblar en bon estat, i les va utilitzar per fer travessar les seves forces, però després de navegar uns metres es van desfer pel moviment dels remers i van començar a fer aigua; els soldats van haver de saltar per guanyar la riba nadant; molts als que les forces van mancar foren emportats pel corrent i altres van poder arribar un costat o a l'altre. No obstant amb les forces que restaven Guntram Bosó va poder assetjar Avinyó. Mòmol no es va posar nerviós i va aguantar bé; llavors va convidar a una conferència a Guntram Bosó a la vora de la rasa plena d'aigua; Bosó que ignorava la profunditat la volia passar per trobar a Mòmol a l'altre costat; aquest li va assegurar que podia passar sense problema, i quan ho va fer va resultar massa fonda i va estar a punt d'ofegar-se. Mentre Khildebert va ser informat del setge d'Avinyó, ciutat que li pertanyia, i va enviar contra Guntram Bosó al duc Gondulf amb orde de forçar l'aixecament del setge, el que aquest va fer, capturant a Guntram Bosó.
Vers el 583 els antics enemics Austràsia i Nèustria (Khilperic I i Khildebert II) es van aliar contra Borgonya (abans aliada d'Austràsia) amb la idea de recuperar la meitat de Marsella que Guntram havia usurpat amb l'ajut de Dinami de Provença; la noblesa asutrasiana estava dirigida pel bisbe Egidi de Reims, que esperava amb aquesta aliança apartar del poder a Guntram i després influir en el jove rei Khildebert II. Aquest darrer sembla que estava d'acord amb Mòmol i en certa manera afavoria a Gondobald del qual el patrici s'havia declarat protector. La guerra va acabar amb un acord de pau pel que la meitat de Marsella fou retornada a Khildebert II al començament del 584.
Aquest mateix any 584 va morir Khilperic I de Nèustria i la seva esposa, Fredegunda, per por de ser castigada pels seus crims, es va refugiar (amb una part del tresor) a la catedral de París amb el bisbe Ragnemod; Fredegunda havia cridat a Guntram de Borgonya, que al cap de poc es va acostar a París i va agafar a la reina sota la seva protecció, junt amb el fill únic, de 4 mesos, de nom Clotari II (després conegut com a Clotari II el Gran). Khildebert que estava a Meaux, es va acostar també a París però els habitants li van refusar l'entrada; el rei asutrasià va enviar ambaixadors a Guntram per demanar renovar l'aliança i entregar a la reina a la que Khildebert atribuïa amb raó la mort del seu pare Sigebert I i tots els mals que Khilperic havia fet a Austràsia; però Gontran estava indignat perquè acabava de trobar uns papers que provaven una aliança de Khilperic i Khildebert per arrabassar a Guntram els seus estats, i va refusar la petició. Llavors els ambaixadors van demanar almenys la restitució dels territoris austrasians usurpats per Nèustria (Carci, Albigès, Velai i Gavaldà) que ara estaven sota govern de Desideri de Tolosa, però Guntram va refusar també aquesta petició al·legant que la successió de Caribert I (561-567) havia quedat anul·lada per la violació del jurament que Sigebert I i Khilperic I havien fet (junt amb Guntram) segons el qual aquell dels tres que entrés a París sense participació dels altres dos (cadascun tenia un terç de la ciutat) perdria la resta de l'herència (Guntram al·legava que els dos reis havien entrat a París sense el seu consentiment) i que per tant tenia el dret a tota l'herència de Caribert, de la qual el Tolosà i l'Albigès eren part. Però Desideri de Tolosa havia entrat secretament a la conjura i va adoptar mesures pel destí d'aquestes regions en favor de Gondobald que seria proclamat rei d'Aquitània.
Desideri, que fou dels primers a saber la mort de Khilperic, es va declarar obertament per Gondobald. Una de les seves primeres mesures fou arrestar a la princesa Rigonta o Rigonda, filla única de Khilderic I i Fredegunda, que estava de camí en el seu viatge a Hispània on s'havia de casar amb Recared i desconeixia encara la mort del seu pare el rei, i de la qual volia les seves riqueses (joies i efectes personals); la princesa fou posada sota custòdia en lloc segur amb una guàrdia escollida i amb una assignació petita pel seu manteniment. Rigonda, esperant encara pitjor tractament, va trobar la manera d'escapar escapant de la vigilància a la que era sotmesa i es va refugiar al final d'octubre del 584 a l'església de Nostra Senyora de la Daurada a Tolosa, per restar-hi com un asil inviolable; llavors va enviar un criat a la seva mare la reina Fredegunda per informar-la de la seva situació i que havia estat abandonada per la major part de la gent del seu seguici. Fredegunda va entrar en fúria i va maltractar al missatger, un dels que havien estat lleials a la seva filla, i va fer capturar a tots els que l'havien abandonat i havien tornat a la cort.
Tot seguit Desideri es va reunir amb Mòmol a Avinyó, on també es va trobar amb Gondobald que hi havia anat poc abans, i tots els conjurats van sortir (desembre del 584) amb l'exèrcit i tresors disposats a conquerir l'Aquitània austrasiana i posar l'Aquitània de Nèustria sota el poder de Gondobald.
Després de travessar el massís Central, Gondobald fou proclamat rei a Brives (moderna Brive-la-Gaillarde), al Llemosí, i llavors es va dedicar a recórrer les ciutats del seu regne acompanyat de Desideri. Va rebre la submissió de les ciutats que havien estat de Khilperic I però també de les de Khildebert II i les de Guntram el Sant.
Aquest darrer va començar a actuar el 585 i va reunir un gran exèrcit amb el que va sotmetre el Poitou abans que ho pogués fer Gondebald. En endavant els esdeveniments van anar en contra de Gondobald, Desideri i Mòmol. Gondobald va rebre el jurament a Angulema, i després es va dirigir a Perigeux on el bisbe Carteri no el va rebre honorablement el que li va costar injúries del nou rei; a Tolosa el bisbe Magnulf va refusar de reconèixer-lo refusant l'entrada a la ciutat tant al rei com al duc Desideri i van posar la ciutat en estat de defensa, però només presentar-se Gondobald i Desideri davant les muralles amb les seves forces, que els habitants, considerant-se incapaços de resistir, van obrir les portes i els van deixar entrar lliurement; una vegada establerta l'autoritat a Tolosa el rei es va apoderar dels tresors de Rigonda segrestats per Desideri; el bisbe Magnulf el va rebre a la seva seu i li va oferir un gran sopar en el qual va dir que no sabia si era fill de Clotari però que tant si ho era com si no, no podria tenir èxit en la seva empresa. Gondebald va assegurar ser fill de Clotari i, per tant, que una part de França li pertanyia per dret i va assegurar que aniria a París per establir la seu del seu regne; Magnulf va replicar que per aconseguir això caldria que no quedés cap persona de la raça dels francs; el duc Mòmol, indignat, va aturar el bisbe dient que hauria de tenir vergonya de contestar de manera tan extravagant a un gran rei; també el duc Desideri va replicar al bisbe i el va tractar indignament fins a donar-li algunes puntades de peu i cops de puny, i cops de bastó. El bisbe fou lligat com un criminal i enviat a l'exili i els seus béns foren confiscats. El seu bisbat fou promès a Sagitari, el bisbe de Gap deposat per la seva vida escandalosa, i un partidari decidit de Gondobald. Rigonda, tot i el seu refugi a l'església de la Daurada, fou agafada i enviada també a l'exili. El majordom o gran mestre de la seva casa, Waddon, que Fredegunda li havia assignat com home de confiança per dirigir el seu viatge a Hispània, es va passar a Gondobald seguint els passos de Bladast, un general i duc del rei Khilperic, i d'altres nobles.
Els principals suports que tenia Gondobald (a més de Desideri i Mòmol) eren el duc Bladast d'Aquitània, el comte de Bordeus Garacari, Waddon, mestre de palau de la princesa Rigonta, i els bisbes Sagitari de Gap, Bertran de Bordeus, Pal·ladi de Saintes, Orestes de Bazas, Faustià de Dax (ordenat per orde de Gondobald per Pal·ladi de Saintes) i Ursinus de Cahors (ordenat per amics de Betran de Bordeus); el seu domini abraçava tots els territoris al sud de la Garona. La part més fidel era la Novempopulània de la que Bladast era duc.
Després d'assegurar el domini de Tolosa, Gondobald es va dirigir a Bordeus on fou rebut pel comte local Garacari i el bisbe Bertran. Fins aquell moment tot anava bé. Llavors Gondobald va decidir enviar a Guntram dos ambaixadors, per demanar el reconeixement dels seus drets a una part del regne, i amenaçar amb la guerra en cas de refús; Gondobald va assegurar al rei borgonyó que ja dominava tots els territoris al sud del riu Dordonya fins als Pirineus. El rei Guntram, després d'escoltar als ambaixadors, els va fer arrestar i torturar i els va forçar a revelar tot el que sabien dels plans del seu senyor. Els ambaixadors van revelar que Gondobald tenia secretament el suport de tots els senyors d'Austràsia. Guntram va sospitar fins i tot que el seu nebot Khildebert podia estar donant suport a Gondobald i va decidir la reconciliació amb aquest rei.
El va cridar a la seva cort i va fer repetir als ambaixadors el que havien revelat. Llavors el rei borgonyó davant de tots els nobles borgonyons presents i del rei Khildebert II i els nobles austrasians que l'acompanyaven, va declarar que estant sense hereus, reconeixia al rei d'Austràsia com el seu únic i legitim successor i com a garantia li va posar una llança a la mà en forma de ceptre i li va cedir (retornar) tots els estats que el seu pare Sigebert I havia heretat de Caribert I entre els quals s'incloïa l'Albigès i països veïns. Després el va comminar a no tractar amb Gondobald i a no refiar-se de la seva mare Brunilda que considerava instigadora del complot de Gondebald. Amb això la noblesa austrasiana que donava suport a la rebel·lió va quedar desmantellada.
El primer que es va separar del seu partit fou el dux Desideri de Tolosa que es va retirar a alguns castells ben fortificats que posseïa a l'Albigès. Guntram va enviar un exèrcit contra Gondobald sota les ordes del duc Leudegisil, el seu conestable, i el patrici Àgila, exèrcit que va arribar al riu Dordonya per observar els moviments de Gondobald. Després d'uns dies va avançar contra aquest que estava acampat a la riba de la Garona.
Abandonat per diversos senyors i amb l'exèrcit de Guntram als talons, Gondobald va travessar la Garona amb el bisbe Sagitari i els ducs Mòmol, Bladast i Waddon, i va arribar al país de Comenge dirigint-se a la vila del mateix nom al cim d'una muntanya corresponent a la moderna Saint-Bertrand-de-Comminges en un encreuament de camins que permetia fugir cap a Hispània i era fàcil de defensar; Gondobald va enganyar al bisbe de la vila i a la població i es van apoderar de la ciutat i ciutadella; es van trobar grans magatzems amb blat i vi que els garantia provisions per anys. Mentre les forces de Guntram havien creuat la Garona i saquejaven el país; el santuari de Saint-Vincent du Mas de l'Agenès, en el camí de Bordeus a Agen, fou cremat; l'exèrcit va seguir cap al Comenge i encara que van perdre molts homes massacrats pels habitants locals, el primer dia de quaresma, l'11 de febrer del 585, van arribar a la ciutat on era Gondobald i la van assetjar; el setge es va aturar el 23 de febrer quan Bladast va fugir després de cremar la residència dels bisbes i es va sotmetre a la clemència de Guntram.
Leudegisil es va adonar que l'exemple de Bladast li podia servir per atreure a altres senyors, ja que el setge de Commenge es preveia llarg i difícil per la posició avantatjosa que ocupava i per la resistència dels assetjats que no tenien res a perdre, i va enviar en secret missatgers a Mòmol i altres conjurats per obtenir l'entrega de Gondobald a canvi de les seves vides. Finalment Mòmol, Sagitari i Waddon va trair a Gondobald; es van reunir amb ell i li van assegurar que els generals de Guntram els havien contactat i els havien assegurat que no tenien cap mal designi contra Gondebald i que seria ben rebut pel rei borgonyó si el volia anar a trobar, ja que sabien que com que Guntram no tenia fills i Gondebald era el seu germà (germanastre) estaria satisfet de tenir-lo al seu costat. Gondobald va malfiar i es va oposar però finalment, després del jurament que li va fer Mòmol, del que no podia esperar la traïció, es va dirigir cap a la porta de la vila on Olló, comte de Berry, i un duc de nom Bosó, l'esperaven per capturar-lo i entregar-lo als assetjants. La malfiança de Gondobald es va demostrar encertada llavors: Olló li va donar una empenta per fer-lo caure per un penya-segat de la rodalia, i va cridar: "aquí hi ha el vostre ballomer que es diu germà i fill de rei". Gondobald però no va caure més que a terra i Olló llavors li va tirar una llança que no va fer efecte per la cuirassa que portava el rei; Gondobald intentava aixecar-se i retornar cap a la ciutat quan Bosó li va tirar una pedra al cap i el va matar. L'endemà l'exèrcit de Guntram manat per Leudegisil entrava a la ciutat que va obrir les portes; la vila for saquejada i tota la població fou massacrada incloent-hi els sacerdots; la ciutat fou finalment cremada amb les seves esglésies i altres edificis quedant reduïda a cendres. La sort de Mòmol i Sagitari no fou millor: Leudegisil, malgrat la paraula donada, els va fer matar, si bé després de rebre orde en aquest sentit de Guntram. Waddon es va escapar i es va salvar de morir, retirant-se amb la reina Brunilda que el va acollir i el va cobrir de regals. Els dos fills de Gondebald es van poder refugiar a Hispània. Fredegunda havia estat enviada en exili a Rouen per Guntram, havia decidit donar suport a Gondobald, i va enviar un missatger a Tolosa, amb l'excusa de contactar amb la seva filla Rigonda, però quan el missatger va arribar va saber la mort de Gondobald, i el missatger només va poder escortar de retorn a Rigonda que es va reunir amb la seva mare sense béns i sense haver-se casat amb Recared.
Leudegisil en el seu retorn va assolar la regió entre Comenges i Borgonya i quan va arribar va entregar el tresor de Rigonda a Guntram que els va distribuir entre els pobres i les esglésies i el mateix va fer amb els béns que el duc Mòmol havia deixat a Avinyó valorats en 250 talents de plata i 30 d'or, confiscats pel rei borgonyó, si bé en va donar la meitat al seu nebot Khildebert. Només restava Desideri disposat a fer la pau amb Guntram a qualsevol preu; va enviar al rei a diversos bisbes de la seva confiança i respectats pel rei i especialment l'abat Irier pel que Guntram tenia especial veneració. Finalment es va acordar l'entrevista i Desideri es va tirar als peus del rei, que no sols el va perdonar sinó que el va reenviar a Tolosa on va conservar el govern que Guntram va poder confirmar perquè en adoptar com a hereu a Khildebert II considerava reunits els dos regnes i a l'hereu només a l'espera de l'herència completa. Finalment, en aquest any 585, Guntram va estar ocupat en una expedició a Septimània en revenja per l'arrest i execució del seu cunyat Hermenegild, príncep visigot.